# 아칸소 의과학대학교
아칸소 의과학 대학교(University of Arkansas for Medical Sciences, UAMS)는 아칸소주 리틀록에 있는 공중 보건 과학 대학이다. 이 대학은 아칸소 대학시스템(University of Arkansas System)의 일부이며 6개 단과대학, 7개 기관, 여러 연구 센터, 주 전역에 걸친 커뮤니티 교육 센터 네트워크 및 UAMS 의료 센터로 구성되어 있다.

## 역사
1879년에 리틀록의 피오 후퍼(P.O. Hooper)가 이끄는 8명의 의사가 각각 625달러를 투자하여 아칸소 산업 대학교(Arkansas Industrial University) (이후에 아칸소 대학교(University of Arkansas)가 됨)의 의과대학을 위한 인가를 확보했다. 그들은 1879년 10월 7일 22명의 학생으로 개교한 학교를 수용하기 위해 리틀록의 서부 2번가(West Second Street)에 있는 레스토랑과 호텔 건물을 5,000달러에 구입했다. 1880년에 탐 핀슨(Tom Pinson)은 의과 대학의 첫 번째 졸업생이었다. 1935년에 의과대학은 리틀록의 시립 병원 옆에 있는 새 건물로 이전되었다. 6층짜리 $450,000 구조는 의과대학이 의대생들에게 임상 교육을 제공하는 데 도움이 되었다. 병원의 의사들은 학교 교수진의 구성원이었다. 원래의 의과대학 건물은 현재 리틀록의 아칸소 대학교 윌리엄 보웬 법대의 부지로 사용되고 있다. 병원 건물은 헐고, 현재 로스쿨 주차장이 되었다.
1950년에 26 에이커 (110,000 m2)   웨스트 말컴로(West Markham Street)의 토지는 국영 정신 병원인 아칸소 주립 병원에 의해 공식적으로 대학에 양도되었다.
1951년에는 약학대학이 설립되어 의과대학이 되었고, 1953년에는 간호대학이 설립되었다. 1956년 당시 UAMC(University of Arkansas Medical Center)로 알려졌던 이 대학은 현재의 웨스트 말컴(West Markham)캠퍼스로 이전했다. 대학은 또한 함께 이동한 시립 병원의 통제권을 인수했다. 그것은 대학 병원으로 알려졌고 최근에 UAMS 의료 센터로 되었다. 1970년에 건강 관련 전문 학교는 아칸소 대학교 시스템 신탁이사회(University of Arkansas System Board of Trustees)의 승인을 받았다.
1975년에는 캠퍼스 내 학교의 이름을 단과대학으로 변경하고 집행관의 직함을 총장으로 변경했다. 1980년에 역사를 통해 여러 다른 이름으로 알려지다가 기관 이름이 아칸소 의과학대학교(University of Arkansas for Medical Sciences(UAMS))로 변경되었다.
1995년 UAMS 대학원은 아칸소 대학교(University of Arkansas)의 대학원으로부터 독립된 지위를 부여받았다. 2003년에는 공중보건대학이 개교했다. 2005년, 공중보건 대학교(College of Public Health)는 1998년부터 2005년 사망할 때까지 아칸소 보건복지부(Arkansas Department of Health)를 이끌었던 UAMS 졸업생인 부즈만(Dr. Fay W. Boozman)의 이름을 따서 명명되었다.

## 조직
UAMS에는 6개의 교육기관이 있다.
1. UAMS 의과 대학
2. UAMS 약학 대학
3. UAMS 간호 대학
4. UAMS 보건 전문 대학[4]
5. 페이 W. 부즈만 공중 보건 대학
6. UAMS 대학원

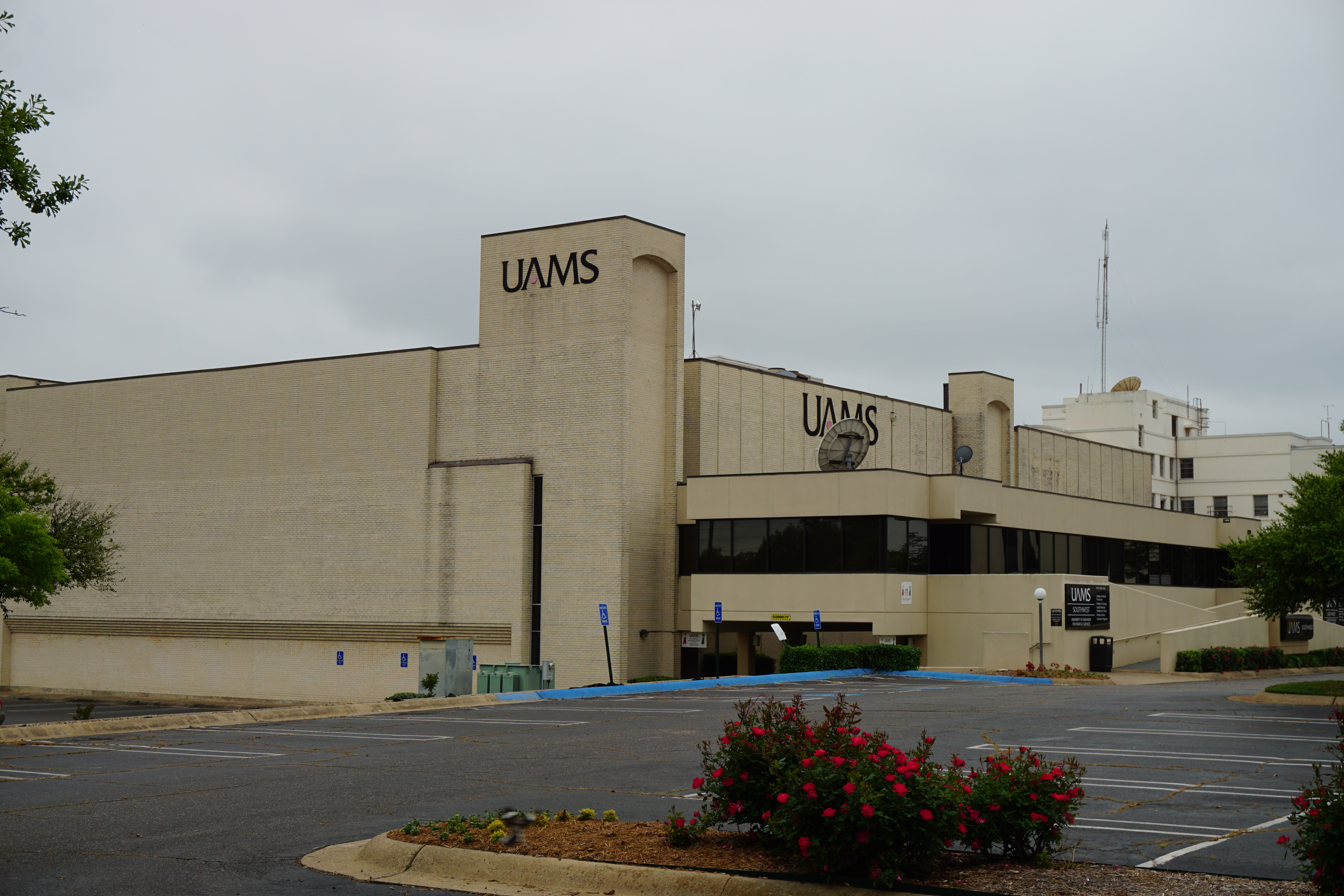
텍사카나에 있는 아칸소 대학교 의과학 지역 센터

UAMS는 학업 건강 센터이자 의과 대학이다. 병원 및 외래 환자 센터의 환자 치료 자원과, 아래의 기관들은 전문 치료 및 연구와 교육 노력을 결합하고자 한다.
1. 윈스롭 P. 록펠러 암 연구소
2. 하비 앤드 버니스 존스 안과 연구소
3. 도널드 W. 레이놀즈 노화 연구소
4. 중개 (Translational) 연구소
5. 정신과 연구소
6. 잭슨 T. 스티븐스 척추 및 신경과학 연구소
7. 디지털 건강 및 혁신 연구소

존 맥클레런 메모리얼 베테랑 병원 (John L. McClellan Memorial Veterans Hospital-VA Medical Center) (Central Arkansas Veterans Healthcare System) 및 아칸소 아동병원(Arkansas Children's Hospital)은 UAMS의 계열사이며 임상 서비스를 위해 UAMS의 의사와 계약한다. UAMS 의사는 두 시설에 상주하며, UAMS 학생과 레지던트 의사가 환자를 치료하는 실습 경험을 받을 수 있는 임상 장소로 사용된다.
UAMS는 주에서 가장 큰 기초 및 응용 연구 기관으로 총 예산이 13억 달러이고 연간 연구 자금, 보조금 및 계약, 다발성 골수종, 노화 및 기타 분야에서 국제적으로 유명한 프로그램에 1억 달러 이상의 예산을 가지고있다.
UAMS는 직원이 10,000명 이상인 주에서 가장 큰 공공 고용주이다. 2015년 가을 기준 UAMS의 학생 수는 3,021명으로 의대생 694명, 약대 475명, 간호대학 781명, 보건대학 662명, 보건대학 180명, 대학원 229명이다. 또한 789명의 레지던트 의사와 1,429명의 교수진이 있다.
UAMS와 그 계열사는 아칸소 주에서 연간 약 39억 2천만 달러의 총 경제적 영향을 미친다.

## 순위 및 인식
2022년에는 US 뉴스 월드 리포트(US News & World Report) UAMS에서 순위를 매긴 191개 의과 대학 중 최고의 의과 대학부문에서: 1차 진료 39위, 연구 부문 75위, 1차 진료 분야에서 진료하는 대부분의 졸업생에서 35위를 차지했다.
UAMS는 아칸소 주 최초의 의료 센터이자 UAMS 의사를 위한 별 등급 시스템을 시행한 미국 최초의 의료 센터였다.
UAMS는 아칸소 주에서 유일한 고위험 임신 프로그램, 유일한 성인 낭포성 섬유증 센터, 그리고  유일한 간 및 신장 이식 프로그램을 보유하고 있다. UAMS는 또한 미국 최고의 의사 목록에 포함된 200명의 의사의 본거지이며, 그 중 일부는 UAMS 교수진이 직원으로 근무하는 아칸소 아동병원 및 중부 아칸소 베테랑 건강관리 시스템 (Central Arkansas Veteran's Healthcare System)에 있다.
연구분야에서 UAMS는 다발성 골수종, 노인병, 시력 및 척추 치료 연구를 진행하고 있으며 아칸소 생명과학 기구(Arkansas Biosciences Institute)와 UAMS 생명과학분야 벤처사업 육성프로그램(Bioventures Business Incubator)의 본거지이다. UAMS는 연방 정부의 연구 자금 지원에서 모든 미국 대학의 상위 20%에 선정되었다. 2016년에 이 대학의 연구 자금은 1억 1,190만 달러 이상이었다. UAMS의 임상 연구원들은 미국에서 최초의 외래 환자 골수 이식을 수행했을 뿐만 아니라 미국에서 다발성 골수종에 대한 최초의 유전자 치료를 수행했다. 그들은 또한 아칸소 주에서 다른 곳에서는 볼 수 없는 많은 로봇, 실험 및 고급 치료 시설의 본거지이다.
이 학교는 미국 의과대학 중에서 두 번째로 높은 수익률을 기록하고 있다.

## 교정 (Campus)

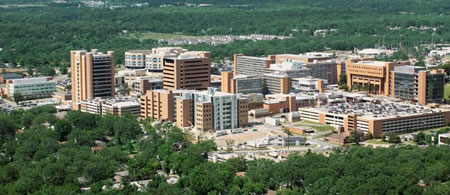
UAMS 메인 캠퍼스 조감도

UAMS 캠퍼스는 현재 84 에이커 (340,000 m2)  , 리틀록의 말컴가(Markham Street)에 있다. 대학은 1956년에 현재 위치로 이전했다. 캠퍼스에는 약 5,200,000 제곱피트 (480,000 m2) 의 건물들이 있다.
UAMS 캠퍼스 남쪽에 인접해 있는 것은 중부 아칸소 베테랑 건강관리 시스템(Central Arkansas Veterans Healthcare System)의 일부인 존 맥클레런 병원(VA병원; John L. McClellan Veterans Administration Hospital)이다. 서쪽에는 아칸소 주립 병원 부지가 있다. VA 병원 바로 남쪽에는 리틀록을 통과하는 주요 동서 도로인 주간(州間)고속도로(interstate) 630이 있다.

## 주목할만한 사람들

### 동문
- 워렌 카펜터(Warren L. Carpenter), 우주복과 F16 조종석의 초기 설계에 참여한 공군 의사.
- 조슬린 엘더스(Joycelyn Elders), 미국의 15대 군의관이자 최초의 흑인 군의관.[13]
- 에디스 어비 존스(Edith Irby Jones), 미국 남부의 의과대학 최초의 흑인 졸업생.
- 새뮤얼 L. 쿤츠(Samuel L. Kountz), 신장 이식 수술의 선구자이자 최초의 신장 관류 기계 중 하나의 공동 개발자.
- 해리 메이어(Harry M. Meyer), 풍진(Rubella) 백신의 공동 개발자.[14]